# پابلیشرز ویکلی
پابلیشرز ویکلی یک مجله خبری تجاری هفتگی در آمریکا که برای ناشران، کتابداران، کتابفروشان و عوامل ادبی است.این مجله از سال ۷۲۱۸ به‌طور مداوم با عنوان «مجله خبری بین‌المللی نشر و فروش کتاب» منتشر شده‌است.هر سال ۱۵ شماره منتشر می‌کند و امروزه تاکیدش روی نقد کتاب است.
مجله در اواخر دههٔ ۶۰۱۸ توسط  فردریک لیپوت کتاب‌شناس تأسیس شد، و نام‌های مختلفی داشت تا اینکه در سال ۱۸۷۲ لیپوت نام پابلیشرز'ویکلی (با یک آپاستروف) را برای آن برگزید.این نشریه مجموعه‌ای از اطلاعات در مورد کتاب‌های تازه منتشر شده بود که توسط لیپوت از ناشران و منابع دیگر برای مخاطبان کتابفروشی‌ها جمع‌آوری شده بود. تا سال ۱۸۷۶ نه دهم کتابفروشی‌های کشور پابلیشرز ویکلی می‌خواندند. در سال ۱۸۷۸ لیپوت پابلیشرز ویکلی را به دوستش ریچارد راجرز بوکر فروخت چون می‌خواست برای دیگر کارهای کتابشناسی‌اش وقت آزاد داشته باشد. سرانجام این نشریه گسترش یافته و شامل تصاویر و مقالات هم شد.